# Ђорђе Владисављевић
Ђорђе Л. Владисављевић – Ђока (Доњи Милановац, 12. април 1866 – Београд, 23. август 1932) био је лекар, санитетски генерал, начелник санитета Прве армије (1912—1918), Начелник санитета Врховне команде (1918—1920) и инспектор санитета Министарства Војске и Морнарице (1920—1929).

## Живот и рад
Ђорђе Владисављевић је рођен у Доњем Милановцу 12. априла 1866. године. Реалну гимназију је завршио у Београду, а дипломирао је на Медицинском факултету у Бечу. После специјализације за унутрашње болести (о свом трошку) враћа се у Београд. Ступио је у војску као санитетски капетан II класе 1894. године и то као трупни лекар 9. пешадијеког пука и деловођа при Санитетском Одељењу Министарства Војске. Од 1894-1900. године био је шеф Унутрашњег одељења сталне војне болнице Дунавске Дивизијске Области, члан Санитетског Комитета и судија Инвалидског суда. Решењем Војног министра, а по потреби службе 1. априла 1900. године, др Ђока Владисављевић постављен је за шефа Унутрашњег одељења Шумадијске сталне војне болнице у Крагујевцу. На тој дужности остаје до 1907. године, када постаје управник Шумадијске сталне војне болнице. Управник болнице био је до 1909. године, када је премештен у Београд и постављен за шефа унутрашњег одељења новоподигнуте Војне болнице. Решењем Војног министра др Ђока Владисављевић постављен је за сталног члана испитне комисије за чин санитетског мајора за школску 1909/1910. и школску 1910/1911. годину.
У ратовима 1912-1918. године био је начелник санитета Прве армије. Све време је био на фрону без иједног дана боловања или одсуства. Након завршетка Првог светског рата 1918. године постављен је за начелника санитета Врховне команде. На тој дужности остаје до 1920. године. За инспектора санитета Министарства Војске и Морнарице (највиши положај који један војни лекар може постићи), постављен је 1920. године и на том месту остаје до 1929. године. Неко време је био и председник Војносанитетског комитета. За санитетског генерала проглашен је 28.6.1927. године.
За своју дугу и савесну службу одликован бројним високим домаћим и страним одликовањима.
Преминуо је 23. августа 1932. године у Београду. Сахрањен је у породичној гробници у Доњем Милановцу.

## Одликовања

### Домаћа одликовања
- Орден Светог Саве I реда
- Орден Светог Саве II реда
- Орден Светог Саве III реда
- Орден Светог Саве IV реда
- Орден Светог Саве V реда
- Орден Карађорђеве звезде III реда
- Орден Карађорђеве звезде IV реда
- Орден Белог Орла III реда са мачевима
- Орден Белог Орла IV реда са мачевима
- Орден Белог Орла II реда
- Таковски Крст IV степена
- Златну медаљу за ревносну службу
- Медаља за војничке врлине
- Орден Црвеног Крста
- Крст милосрђа

### Инострана одликовања
- Distinguished Service Order
- Medaille ď epidemies ďor
- Legion ď honneur IV stepena
- Croix de guerre u Corona ďItalia III stepena
- Св. Спаса IV степена
- Св. Станислава II степена
- Румунска круна Другог степена
- Света Ана Другог степена са мачевима